# Orazio Tigrini
Orazio Tigrini (Arezzo, 10 luglio 1541 o, secondo altri, 1535 – Arezzo, 15 ottobre 1591) è stato un musicista e teorico musicale italiano.

## Biografia
Figlio di un calzolaio, Tigrini fu allievo di Paolo Aretino. Fu il maestro a pagargli l'istruzione musicale, e il suo talento impressionò molte persone: si ha notizia di numerose donazioni private per sovvenzionare i suoi studi. Divenne subdiacono nel 1561 e nel 1562 fu maestro di canto della cattedrale di Arezzo: la sua giovane età suscitò una seria opposizione alla sua nomina da parte dei cantori più anziani. Nonostante le inimicizie, Tigrini riuscì a farsi nominare maestro di cappella grazie alla protezione del nobile canonico Alberigo Albergotti. Ci furono comunque azioni contro il suo operato da parte del Capitolo, che perdurarono fino al 1567. Non abbiamo notizie sufficienti a ricostruire la sua vita tra gli anni 1567 e 1587, durante i quali Tigrini pubblica a Venezia, con Angelo Gardano, un Libro di madrigali a 4 voci (nel 1573), una Musica super salmos omnes (nel 1579) e un Libro di madrigali a 6 voci (1582). Per alcuni avrebbe passato un periodo a Orvieto, ma i documenti confermano una sua ordinazione a sacerdote della oggi scomparsa parrocchia di San Giustino ad Arezzo. Si ha notizie, altresì, di una sua continuativa attività di organista alla Pieve aretina, dove operò il suo maestro Paolo Aretino. Nel 1587 lo si trova di nuovo maestro di cappella ad Arezzo, dove giunge come musicista affermato grazie al successo delle sue pubblicazioni. Da allora dette alle stampe a Venezia, con Ricciardo Amadino, il Compendio di musica nel 1588, che riprende le idee teoriche espresse da Gioseffo Zarlino, e un secondo Libro di madrigali a 6 voci nel 1591.

## Tabella delle opere rimaste
Non ci è pervenuta alcuna opera composta da Tigrini per le cappelle aretine: sono sopravvissute solo le 5 opere che stampò a Venezia.
| Titolo                              | Editore                           | Data                             | Esemplari notevoli |
| ----------------------------------- | --------------------------------- | -------------------------------- | --- |
| Primo libro di madrigali a 4 voci   | Venezia, figli di Antonio Gardano | 1573                             | Biblioteca Nazionale Marciana, Venezia |
| Musica super psalmos omnes          | Venezia, Angelo Gardano           | 1579                             | Archivio Capitolare, Faenza |
| Primo libro di madrigali a 6 voci   | Venezia, Angelo Gardano           | 1582                             | Museo internazionale e biblioteca della musica, Bologna                                                                                    |
| Compendio di musica                 | Venezia, Ricciardo Amadino        | 1588 (venne ristampato nel 1602) | la prima edizione è in numerose istituzioni italiane; la ristampa del 1602 è presente a Montecassino e in molte altre istituzioni italiane |
| Secondo libro di madrigali a 6 voci | Venezia, Ricciardo Amadino        | 1591                             | Österreichische Nationalbibliothek, Vienna, e Fondazione Giorgio Cini, Venezia                                                             |